# Дьєрфі Золтан Золтанович
Золтан Золтанович Дьєрфі (угор. Zoltán Györffy; нар. 27 червня 1928, Ужгород, Перша Чехословацька Республіка) — радянський український футболіст угорського походження, нападник та півзахисник, згодом — тренер.

## Клубна кар'єра
Футбольну кар'єру розпочав у складі молодіжної команди клубу Другого дивізіону угорського чемпіонату «Унгвар» (1939—1944), який очолював Золтан Дьєрфі, відомий на Закарпатті фахівець. (У сезоні 1943/44 років УАК виграв східну групу Другого дивізіону угорського чемпіонату та отримав путівку до Вищого дивізіону. Матч першого туру чемпіонату, у серпні 1944 року було скасовано, оскільки суперник ужгородців, команда «Новий Сад», зазнала нападу при в'їзді до Ужгорода й змушена була повернутися додому. Таким чином, УАК зіграв свій перший матч з «Ференцварошем», якому поступився з рахунком 0:5, потім поступився БТК «Салготар'ян»и (2:5), а в 4-му турі поступився «Шентлеренцу». Після цього чемпіонат було перервано, оскільки по території Угорщини та Закарпаття зокрема проходила лінія фронту,тому далі в чемпіонаті виступали лише клуби зі столиці країни. внаслідок Паризьких мирних угод, які завершили Другу світову війну, територія Закарпаття була приєднана до радянської України. «Унгвар» припинив своє існування). Разом з товаришами по команді Зольтан Дьєрфі був переведений у новостворений український клуб Класу «Б», «Спартак» (Ужгород), в той же час був запрошений в футбольну збірну області, яка виграла республіканську Спартакіаду в Києві (проходила з 23 серпня по 19 вересня 1945 року). У 1947 році став гравцем дорослої команди ужгородців, яка вже наступного року була учасником фінальної частини кубку УРСР (Київ, Стадіон Динамо, 3 жовтня — 26 жовтня 1948 року). На цій стадії суперником ужгородського «Спартака» було вищолігове київське «Динамо», яке в жорсткій, але чесній боротьбі з рахунком 2:1 обіграло ужгородців, а потім й стало переможцем турніру. У тому поєдинку грали два колишні гравці «Спартака» (Георгій Лавер та Янош Фабіян), а по завершенні матчу (20 жовтня 1948 року) Золтан Дьєрфі отримав запрошення від «Динамо», окрім нього до київського клубу було також запрошено ще 7 гравців ужгородського «Спартака»: Дезидерій Товт, Михайло Михайлина, Ернест Юст, Михайло Коман, Золтан Сенгетовський, Василь Годничак та Василь Гажо. (До цієї кагорти молодих угорських талантів, які виховувалися угорськими та чехословацькими клубами, через два роки приєднався й Тиберій Попович.) За участю цих гравців у 1949 році молодіжна команда київського «Динамо» стала переможцем першого чемпіонату СРСР з футболу серед резервних команд та отримала малі золоті медалі першості. У тогочасному «Динамо» виступало одразу 10 закарпатських угорців, які в майбутньому досягли успіху в національних та міжнародних змаганнях.
У 1951 році Золтан повернувся до «Спартака», який на той час виступав у Класі «Б». Проте за підсумками сезону ужгородці втратили місце в професіональних футбольних змаганнях. Наступні два сезони команда провела на аматорському рівні. У 1953 році «Спартак» завоював кубок УРСР серед КФК та отримав можливість повернутися до змагань серед команд майстрів. У 1954 році Дьєрфі зіграв 17 матчів у Класі Б та 3 поєдинки в кубку СРСР. По ходу сезону 1955 року перейшов до станіславського «Спартака», якому також допоміг здобути путівку до Класу «Б». У 1956 році зіграв 6 матчів (1 гол) у цьому турнірі, а по завершенні сезону залишив івано-франківську команду.

## Кар'єра тренера
У 1957 році переходить до калушського «Хіміка», де стає граючим головним тренером клубу. Того ж року допоміг калушському колективу дійти до півфіналу кубку УРСР серед колективів фізкультури, саме в цій команді розпочав свою успішну кар'єру відомий радянський футболіст Йожеф Сабо. Керував «Хіміком» до 1961 року. З 1969 по 1970 рік очолював у тандемі з Василем Ревачком ужгородську «Верховину». По завершенні кар'єри футбольного тренера займався соціальною роботою, опікувався розвитком футболу на міському та обласному рівнях.

## Досягнення

### Як гравця
- Чемпіонат УРСР
  -  Чемпіон (1): 1953
  - 4-те місце (2): 1948, 1952

- Кубок УРСР
  - 1/2 фіналу (2): 1953, 1957

- Молодіжний чемпіонат СРСР
  -  Чемпіон (1): 1949

### Як тренера
- Чемпіонат Івано-Франківської області
  -  Чемпіон (3): 1958, 1959, 1960